# Nodo di Hensen
In embriologia si chiama nodo di Hensen o nodo cefalico la parte terminale della linea primitiva localizzata sulla placca neurale con l'obiettivo di far immigrare il cordoblasto verso il centro dell'embrione in modo che vada ad occupare la posizione opportuna.
È fondamentale sottolineare che spesso la corda dorsale rimane comunicante con l'esterno proprio grazie al nodo cefalico e crea un canale che si estende fino alla cavità sottogerminale, ormai a questo stadio praticamente virtuale.